# Hipódromo de Constantinopla

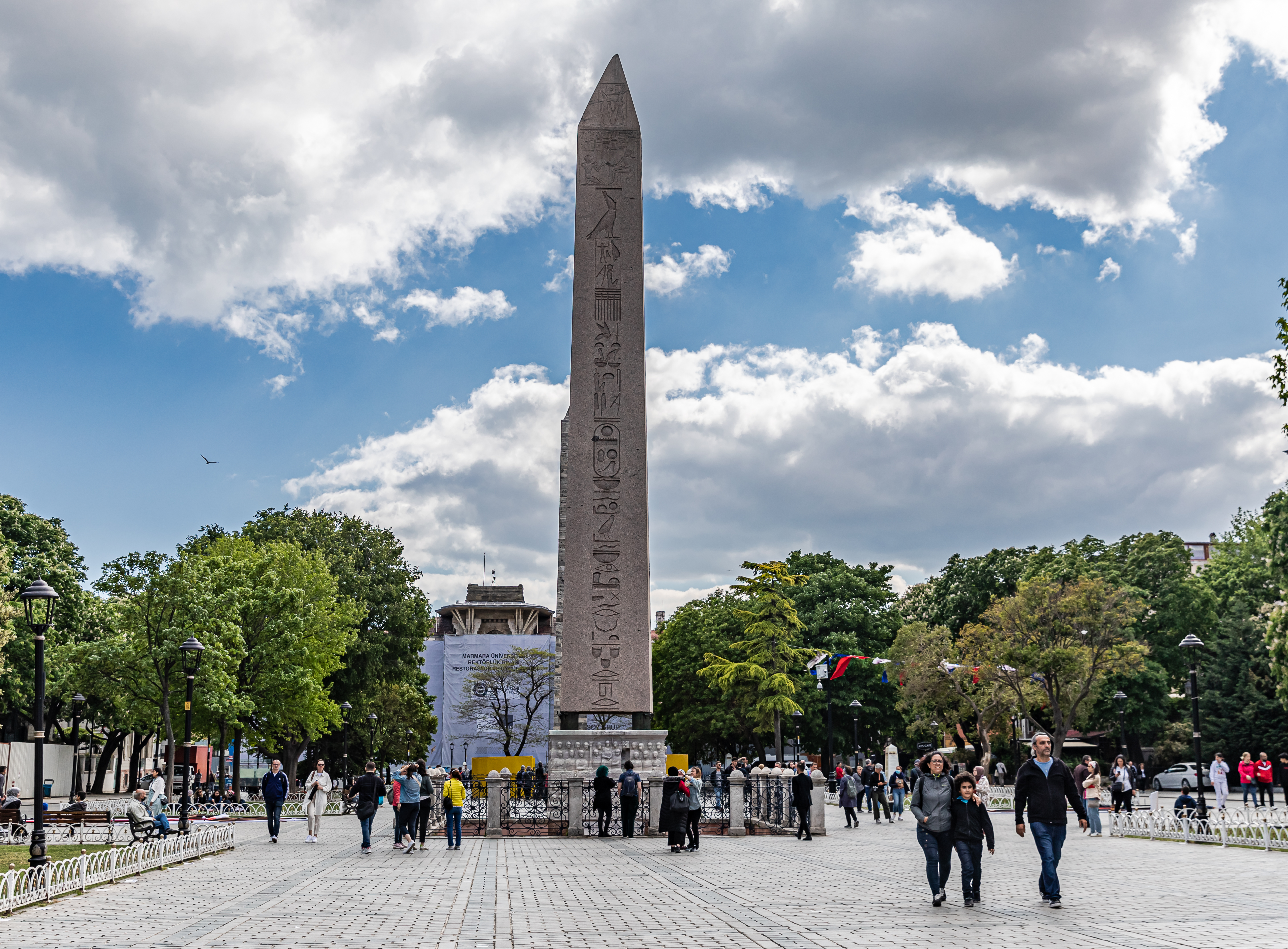
Vista da zona da Praça Sultanahmet onde se situava o Hipódromo de Constantinopla.

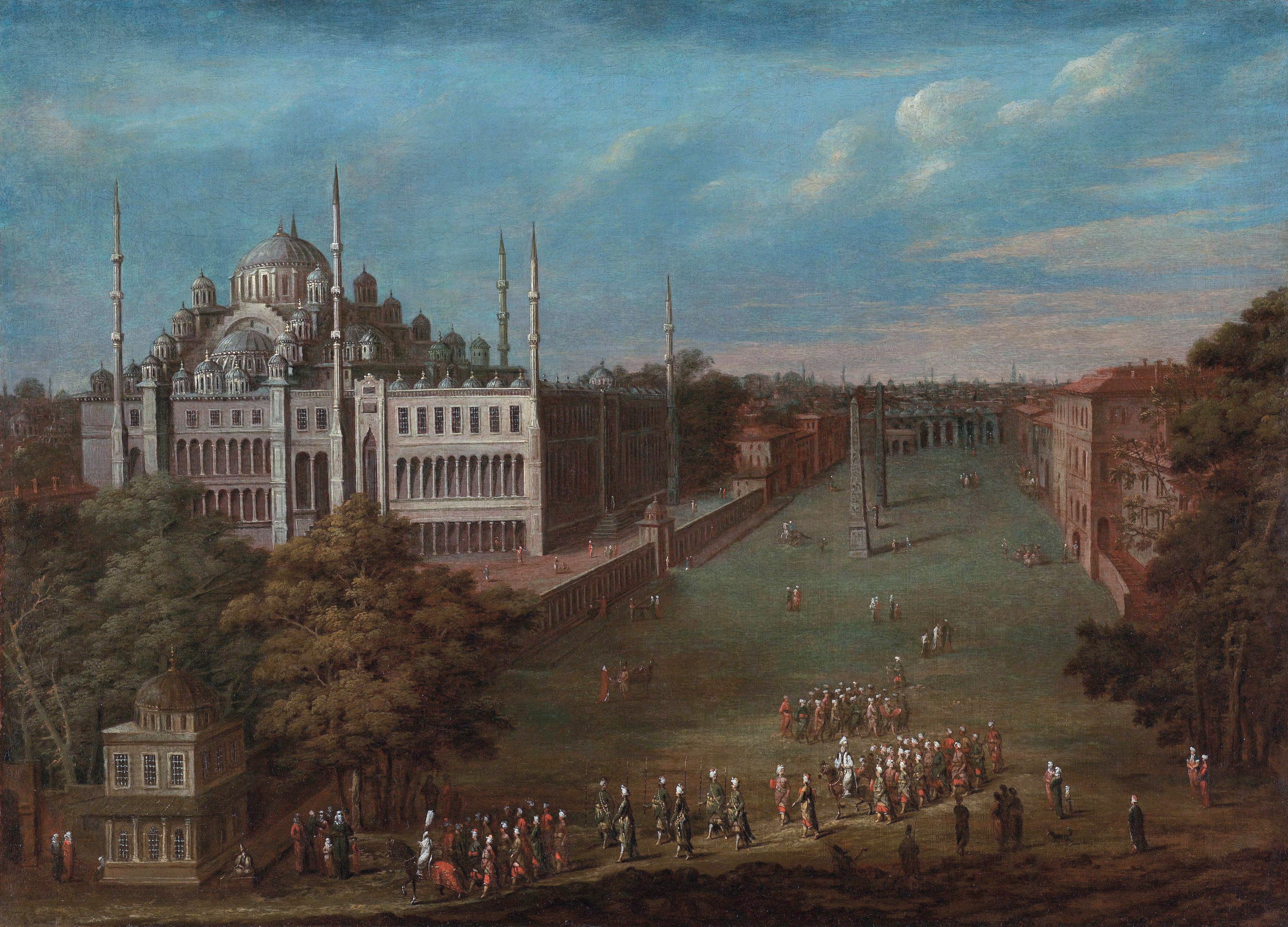
Pintura da Praça Sultanahmet datada do século XVIII da autoria de Jean-Baptiste van Mour; a zona do hipódromo situa-se à direita; à esquerda ergue-se a Mesquita Azul (de Sultanahmet).

O Hipódromo de Constantinopla foi o centro esportivo e social de Constantinopla, a capital do Império Bizantino que no século V chegou a ser a maior cidade do mundo. Atualmente é uma praça chamada Sultanahmet Meydanı (Praça Sultão Ahmet) na cidade turca de Istambul, sobrevivendo unicamente alguns fragmentos da estrutura original.
A palavra hipódromo vem do grego hippos ('ιππος), que significa cavalo, e dromos (δρομος), que significa caminho. A hípica e as corrida de bigas eram passatempos muito populares no mundo antigo e os hipódromos foram bastante comuns nas cidades gregas durante os períodos helenístico, romano e bizantino.

## História
O hipódromo pode ser associado aos dias de glória de Constantinopla quando era a capital imperial, no entanto, o monumento é anterior a essa época. O primeiro hipódromo foi construído quando a cidade ainda se chamava Bizâncio, sendo uma cidade provincial de moderada importância. No ano 203, O imperador Septímio Severo reconstruiu a cidade, aumentou suas muralhas e a dotou de um hipódromo.
No ano 324, o imperador Constantino, o Grande decidiu transferir o governo de Roma para Bizâncio, renomeando a cidade como Nova Roma. O nome não impressionou, porque começou a ser conhecida como Constantinopla, a cidade de Constantino. Constantino ampliou-a em grande medida a cidade, sendo a renovação do hipódromo um de seus objetivos mais importantes. Estima-se que o hipódromo tinha cerca de 450 metros de comprimento e 130 metros de largura. Tinha uma capacidade de 100 000 espectadores.
A pista de corridas tinha forma de U, e o kathisma (o palco do imperador) estava situado no extremo leste da pista. Ao kathisma se podia acender diretamente desde o Grande Palácio de Constantinopla através de um corredor que apenas o imperador e outros membros da família imperial podiam utilizar. Sobre os edifícios do hipódromo havia quatro estátuas de cavalos construídos em bronze puxando uma quadriga, colocadas no extremo norte. Estes quatro cavalos de bronze, chamados atualmente de Cavalos de São Marcos, foram saqueados em 1204, durante a Quarta Cruzada, e colocados na fachada da Catedral de São Marcos, em Veneza. A pista foi decorada com outras estátuas de bronze de cavalos e condutores famosos, das quais nenhuma sobrevive.
Durante o Império Bizantino, o hipódromo foi o centro da vida social da cidade. Nas corridas de bigas e quadrigas se apostavam grandes quantidades de dinheiro, e toda a cidade se dividia entre os seguidores da equipe dos Azuis (Venetii) e dos Verdes (Prasinoi). As outras duas equipes de corridas, os Vermelhos (Rousioi) e os Brancos (Leukoi), foram-se debilitando gradualmente e foram absorvidos pelas duas equipes principais. A rivalidade entre Azuis e Verdes foi usada para instigar as rivalidades políticas ou religiosas, e em algumas ocasiões os atritos acabavam em guerra civil. Os mais graves foram chamados de Revolta de Nica ocorridos no ano de 532, durante os quais a Basílica de Santa Sofia foi incendiada supostamente terão morrido 30 mil pessoas.
Após o saque realizado durante a Quarta Cruzada, Constantinopla não voltou a se recuperar, apesar de que o Império Bizantino sobreviveu até o ano de 1453, o hipódromo não foi reconstruído. Os turcos otomanos, que em 1453 conquistaram a cidade e convertendo-se na capital do Império Otomano, não estavam interessados pelas corridas pelo que o hipódromo foi gradualmente caindo em esquecimento, nunca tendo sido destruído.

## Monumentos do Hipódromo

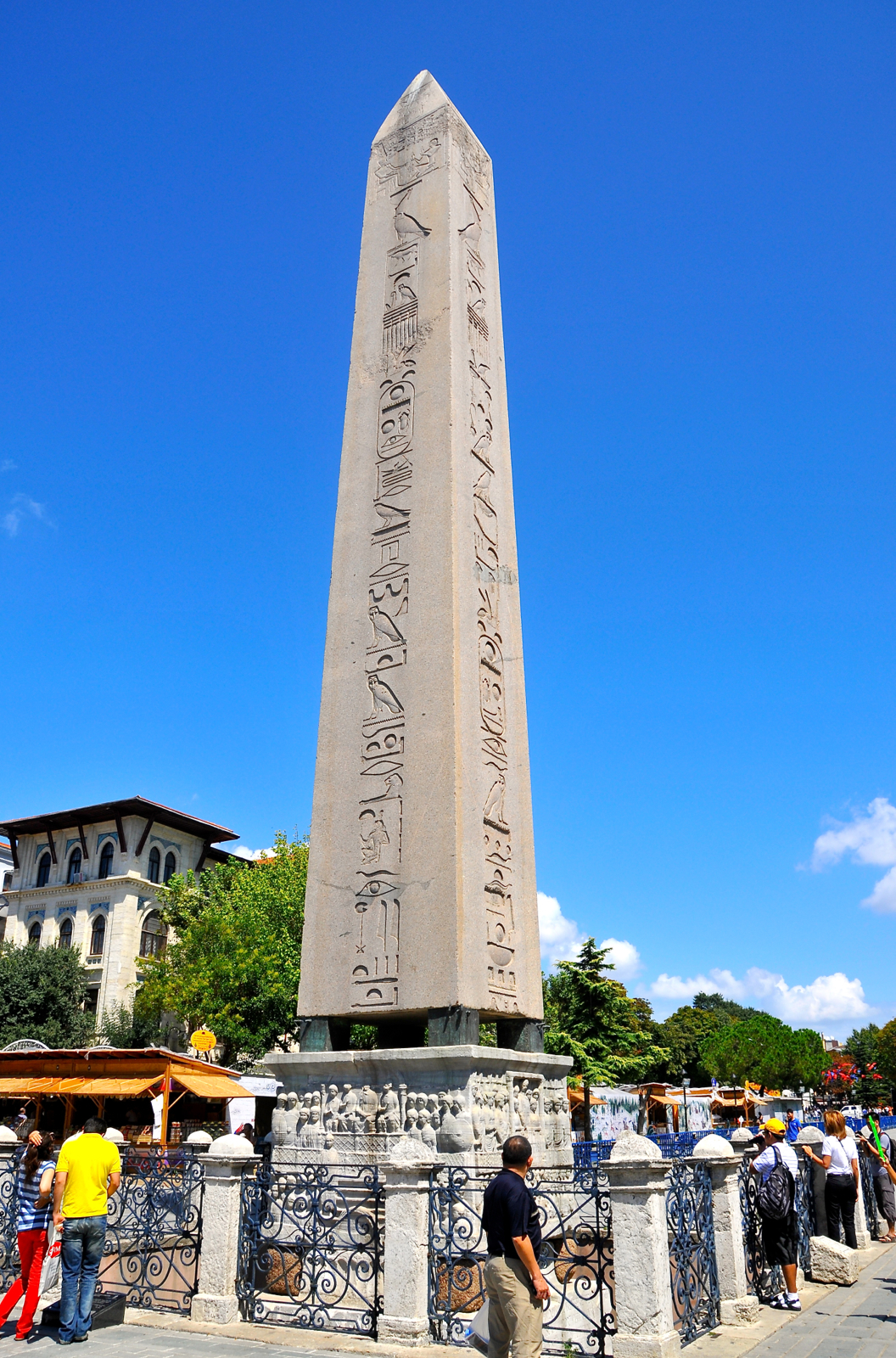
Obelisco de Thutmosis III, mais conhecido como "Obelisco de Teodósio".

Para melhorar a imagem de sua nova capital, Constantino e seus sucessores, sobretudo Teodósio, o Grande, trouxeram obras de arte de todos os cantos do império para adorná-lo. Entre elas estava o Tripode de Plateias, conhecido atualmente como a Coluna Serpentina, construída para celebrar a vitória dos gregos sobre os persas durante as Guerras Médicas no século V a. C. Constantino ordenou que fosse transportada até ao hipódromo desde o Templo de Apolo em Delfos, e a colocou no centro do hipódromo. A parte superior da coluna estava adornada com uma bola dourada sustentadas por três cabeças de serpente. A bola foi destruída ou roubada durante a Quarta Cruzada. As cabeças de serpente foram destruídas mais tarde no final do século XVII (diz-se que por um nobre polaco embriagado). Muitas miniaturas otomanas mostram que nos primeiros séculos que seguiram à conquista turca da cidade as cabeças estavam intactas. Algumas peças das cabeças se recuperaram e se exibem no Museu Arqueológico de Istambul. Atualmente, todo o que sobrou do Trípode de Delfos é sua base, conhecida como coluna serpentina.
Outro imperador que adornou o hipódromo foi Teodósio, o Grande, que no ano de 390 trouxe o obelisco desde Egito e o ergueu dentro da pista. Talhado em granito rosa, foi erguido originalmente no Templo de Carnaque, em Luxor ao redor do ano 1 490 a.C., durante o reinado de Tutemés III. Para mover o obelisco até Constantinopla, Teodósio teve que dividi-lo em três peças. Sobrevive apenas a parte superior, erguida atualmente no lugar onde Teodósio o colocou, sobre um pedestal de mármore. O obelisco tem sobrevivido quase 3 500 anos em condições assombrosamente boas e ficou conhecido como Obelisco de Teodósio.
No século X, o imperador Constantino VII construiu outro obelisco no outro extremo do hipódromo. Originalmente estava coberto com placas de bronze douradas, mas foram roubadas durante a Quarta Cruzada, sobrando à vista do interior do obelisco construído com blocos de pedra.

## Hipódromo na atualidade

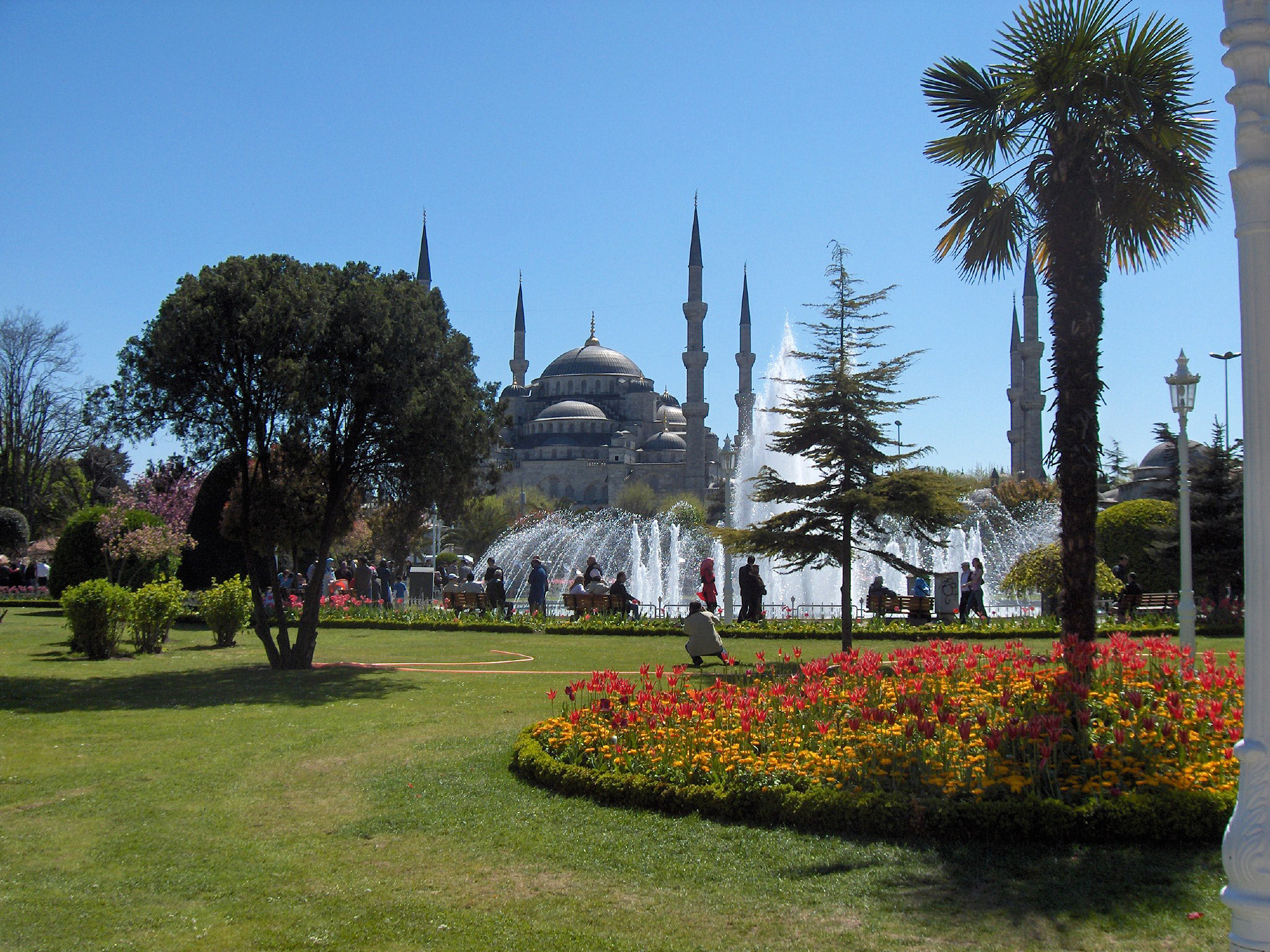
Zona da Praça Sultão Amade oposta à área do Hipódromo de Constantinopla

Actualmente, a área que abriga o hipódromo recebeu o nome de Praça Sultão Amade. A vista da antiga pista de corridas foi soterrada, sendo que a pista original se encontra 2 metros mais abaixo da vista atual. A spina, os dois obeliscos e a coluna serpentina estão colocados em buracos paisagísticos, mantendo os edifícios sobre a superfície original do hipódromo.
A fonte alemã, uma construção octogonal abobadada de estilo neo-bizantino, foi construída pelo governo alemão em 1900 para comemorar a visita a Istambul do imperador alemão Guilherme II em 1898. Se encontra na entrada norte do área do hipódromo, em frente da Mesquita Azul.
O hipódromo nunca foi sistematicamente escavado pelos arqueólogos. Uma parte das subestructuras do sphendone (a curva de um dos extremos) chegou a ser mais visível nos anos 1980, quando foram demolidas algumas casas da zona.
Em 1993 uma zona perto da Mesquita do Sultão Ahmed (Mesquita Azul) foi demolida para aí serem instalados alguns serviços público, deixando ao descoberto varias filas de assentos e algumas colunas do hipódromo. A investigação não foi muito aprofundada, mas os assentos e colunas foram retirados e movidos para vários museus de Istambul. Possivelmente, muitos restos do hipódromo permanecem ainda sob os jardins da mesquita.
Em 12 de janeiro de 2016, ocorreu na praça um atentado suicida que causou pelo menos 10 mortes.